# 濁流沉積
濁流沉積（英語：Turbidity current deposit）指濁積流隨著坡度變緩流速減小，攜帶的物質沉澱而形成的沉積物。根據沉積物的物理特徵可將濁流沉積分為低密度濁流沉積和高密度濁流沉積，低密度濁流沉積所形成的沉積物粒度由下到上由粗變細，所形成的五個沉積層被稱為鮑馬序列；高密度濁流沉積由湍流和細粒物質的懸浮力聯合搬運，所形成的三個沉積層被稱為羅威序列。濁流沉積產生的沉積岩被稱為濁積岩，常常儲有油氣資源。